# لويس إس. غودمان
لويس إس. غودمان (بالإنجليزية: Louis S. Goodman)‏ هو عالم أدوية أمريكي، ولد في 27 أغسطس 1906 في بورتلاند في الولايات المتحدة، وتوفي في 19 نوفمبر 2000 في سولت ليك في الولايات المتحدة.